# قمشه باباکرم‌خان
قمشه باباکرم‌خان، روستایی از توابع بخش ماهیدشت شهرستان کرمانشاه در استان کرمانشاه ایران است. این روستا توسط ۶ نسل ماقبل از این توسط باباکرم خان کرمی بنیاد گذاشته شده است، هم اکنون اهالی این روستا قریب به اتفاق از نوادگان باباکرم خان کرمی هستند.

## جمعیت
این روستا در دهستان ماهیدشت قرار دارد و براساس سرشماری مرکز آمار ایران در سال ۱۳۹۵ جمعیت آن ۷۸نفر بوده‌است.